# Laurie Kreiner
Lauren Margaret "Laurie" Vaillancourt z d. Kreiner (ur. 30 czerwca 1954 w Timmins) – kanadyjska narciarka alpejska, olimpijka.

## Kariera
Pierwsze punkty w zawodach Pucharu Świata Laurie Kreiner wywalczyła 17 grudnia 1971 roku w Sestriere, zajmując dziesiąte miejsce w zjeździe. Mimo wielokrotnych startów nigdy nie stanęła na podium zawodów tego cyklu. Najwyższą lokatę wywalczyła 10 stycznia 1973 roku w Pfronten, gdzie w tej samej konkurencji była czwarta. Walkę o podium przegrała tam z Austriaczką Ingrid Gfölner o 0,31 sekundy. Najlepsze wyniki osiągnęła w sezonie 1971/1972, kiedy zajęła 22. miejsce w klasyfikacji generalnej, a w klasyfikacji giganta była dwunasta.
W wieku 17 lat wystartowała na igrzyskach olimpijskich w Sapporo w 1972 roku, gdzie jej najlepszym wynikiem było czwarte miejsce w gigancie. W zawodach tych walkę o medal przegrała z Wiltrud Drexel z Austrii o 0,13 sekundy. Igrzyska w Sapporo były także mistrzostwami świata, jednak kombinację rozegrano tylko w ramach drugiej z tych imprez. W konkurencji tej Kreiner była piąta, tracąc do brązowej medalistki, Toril Førland z Norwegii nieco ponad 2 punkty. Brała także udział w igrzyskach olimpijskich w Innsbrucku w 1976 roku, gdzie była między innymi czternasta w slalomie i szesnasta w zjeździe. Kilkakrotnie zdobywała medale mistrzostw Kanady, w tym złoty w zjeździe w 1969 roku. W 1976 roku zakończyła karierę.
Jej siostra, Kathy Kreiner, również uprawiała narciarstwo alpejskie.

## Osiągnięcia

### Igrzyska olimpijskie
| Miejsce | Dzień     | Rok  | Miejscowość | Konkurencja | Czas biegu  | Strata  | Zwyciężczyni       |
| ------- | --------- | ---- | ----------- | ----------- | ----------- | ------- | ------------------ |
| 20.     | 5 lutego  | 1972 | Sapporo     | Zjazd       | 1:36,68 min | +4,32 s | Marie-Theres Nadig |
| 4.      | 8 lutego  | 1972 | Sapporo     | Gigant      | 1:29,90 min | +2,58 s | Marie-Theres Nadig |
| 12.     | 11 lutego | 1972 | Sapporo     | Slalom      | 1:31,24 min | +6,06 s | Barbara Cochran    |
| 16.     | 8 lutego  | 1976 | Innsbruck   | Zjazd       | 1:46,16 min | +3,81 s | Rosi Mittermaier   |
| 14.     | 11 lutego | 1976 | Innsbruck   | Slalom      | 1:30,54 min | +8,84 s | Rosi Mittermaier   |
| 27.     | 13 lutego | 1976 | Innsbruck   | Gigant      | 1:29,13 min | +5,40 s | Kathy Kreiner      |

### Mistrzostwa świata
| Miejsce | Dzień     | Rok  | Miejscowość | Konkurencja | Czas biegu  | Strata     | Zwyciężczyni          |
| ------- | --------- | ---- | ----------- | ----------- | ----------- | ---------- | --------------------- |
| 20.     | 5 lutego  | 1972 | Sapporo     | Zjazd       | 1:36,68 min | +4,32 s    | Marie-Theres Nadig    |
| 4.      | 8 lutego  | 1972 | Sapporo     | Gigant      | 1:29,90 min | +2,58 s    | Marie-Theres Nadig    |
| 12.     | 11 lutego | 1972 | Sapporo     | Slalom      | 1:31,24 min | +6,06 s    | Barbara Cochran       |
| 5.      | 11 lutego | 1972 | Sapporo     | Kombinacja  | 25,64 pkt   | +57,46 pkt | Annemarie Moser-Pröll |
| 16.     | 8 lutego  | 1976 | Innsbruck   | Zjazd       | 1:46,16 min | +3,81 s    | Rosi Mittermaier      |
| 14.     | 11 lutego | 1976 | Innsbruck   | Slalom      | 1:30,54 min | +8,84 s    | Rosi Mittermaier      |
| 27.     | 13 lutego | 1976 | Innsbruck   | Gigant      | 1:29,13 min | +5,40 s    | Kathy Kreiner         |

### Puchar Świata

#### Miejsca w klasyfikacji generalnej
- sezon 1971/1972: 22.
- sezon 1972/1973: 23.
- sezon 1973/1974: 40.

#### Miejsca na podium
Kreiner nigdy nie stanęła na podium zawodów PŚ.